# 張元始
張元始（？—1645年），字貞起，松江府上海縣人，明朝、南明政治人物。

## 生平
天啓四年（1624年），張元始中式甲子科應天鄉試舉人，崇禎元年（1628年）登進士，獲授行人，轉為工科給事中，上疏免除五年欠租，貪官透支，豪強頑劣，查解後優免負民，轉任戶科都給事中。山東寇盜急迫，他請求命令丘禾嘉專任招撫，使流寇大多解散；又上疏言封疆處事失誤，保舉不夠稱職，得崇禎帝嘉獎。東南方徭役繁重，送北糧、押送布後十家有九家耗盡家產，他因而疏請北糧為官德者，送布附在漕船，令民力復甦。
崇禎十四年（1641年）發生旱災，一斗米售價千錢，使得人心惶惶；他上疏建議建議以麥代米，得准許用麥價折色，先在河南推行，再擴展到整個江南，公私都獲利；又指出中州督撫及督師丁啟睿，宦官盧九德、劉元斌觀望不前令致藩封失陷。很快朝廷命他負責催督漕運及積年欠餉，收得欠賦九十萬，充盈國庫；他在都察院八年間忠正而熟練，在獲重用前卻因母親去世辭官歸鄉。
弘光帝即位，起用張元始為太僕少卿，陞任太常卿，商議弘光帝父親朱常洵諡號時，只有他提出「恭」是遜位君主的諡號，請求改諡「共」，未得准許；不久又建議在各先帝忌辰時只備牲醴，改祭奉先殿，只有在五節才在孝陵設總壇附祭各先帝后，獲許可。弘光元年（1645年）二月，他請求祭祀社稷；到寒食節時張星則請求遙祭先帝陵墓，他再上疏應該在崇禎帝后忌日停止音樂、屠宰、嫁娶，以感嘆離別故宮、激發國家憂憤，直到消滅闖賊，能再次謁見先帝陵墓為止，因此擢任禮部右侍郎。南京失守，他回到家鄉直至去世。

## 引用
1. 1 2  錢海岳《南明史·卷三十一·列傳第七》：張元始，字貞起，上海人。崇禎元年進士。授行人，遷工科給事中。疏陳五年逋租蠲免，婪官透支挪移，勢豪恃頑不納，已征在官，自宜查解，如負在民，請一體優免。轉戶科都給事中。山東寇急，請令丘禾嘉專任招撫，寇多解散。又抗疏言封疆失事，保舉非人。上嘉納之。東南重役，若北運布解，破家者十九，因條請北運為官耆，布解附於漕艘。可之，民力獲甦。
2. ↑  錢海岳《南明史·卷三十一·列傳第七》：十四年大旱，斗米千錢，上海漕數萬，吏民皇皇，建議以麥代米，得旨准十三，以麥價徵折色，先行河南，遂及江南，公私利焉。又諭中州督撫及督師丁啟睿，內臣盧九德、劉元斌觀望不前，以致藩封失陷。旋命催督漕運及積年逋餉，輓輸無阻，微解逋賦九十萬，國用以充。在諫垣八年，清忠諳練，朝將大用，以母憂歸。
3. ↑  錢海岳《南明史·卷三十一·列傳第七》：安宗立，起太僕少卿，陞太嘗卿。議皇考恭皇諡，獨謂恭為禪主，請改為「共」，格不行。時諸陵帝后忌祭設孝陵，上言：「孝陵正祭僅八，而諸陵望祭至五十有一，前饌未撤，後期踵至，縱橫靈路之上，非所以嚴昭事也。請凡遇忌辰，宜只備牲醴，改祭奉先殿，惟遇五節，則總設一壇，附祭諸帝后孝陵。」從之。弘光元年二月，請祭祀社稷。寒食，張星請遙祭諸陵先帝……元始感其（張星）言，復疏言：「皇上允星言，擬於太平門外遙祭先帝。臣愚謂應別設一壇，祭東宮、二王於側，且斯日三光蔽天，九廟墮地，與尋常之忌不同，應敕天下凡遇是日，止音樂，禁屠宰，併停嫁娶，各衙門輕重刑罰，一以志故宮黍離之嘆，一以激中外同仇之憤。直待亟送闖者，告先帝陵，因此禁弛可也。」擢禮部右侍郎。南京亡，歸里卒。